# Weronika Szymaszek
Weronika Szymaszek – polska piłkarka grająca w Pogoni Szczecin, której jest kapitanem.

## Kariera
Treningi piłkarskie rozpoczęła w wieku siedemnastu lat. Grać w Ekstralidze zaczęła w 2015 roku, w trakcie swej kariery seniorskiej występowała w Olimpii Szczecin, a następnie w Pogoni Szczecin. W maju 2023 doznała zerwania więzadeł krzyżowych kolana, w związku z czym nie brała udziału w rozgrywkach przez okres siedmiu miesięcy. Ponownie trenować rozpoczęła 8 stycznia 2024 roku, podczas obozu przygotowawczego do rundy wiosennej. 9 czerwca 2024 roku, podczas wygranego 6:0 meczu z Rekordem Bielsko-Biała zdobyła trzy bramki. W sezonie 2023/2024 wraz z Pogonią Szczecin zdobyła mistrzostwo Polski.